# 맥 가든
주식회사 맥 가든(일본어: 株式会社マッグガーデン 맛구가덴[*], Mag Garden Corporation)은 일본의 만화전문 출판사이다.

## 개요
2001년 6월, 에닉스(현 스퀘어 에닉스)의 출판사업부장이었던 호사카 요시히로(保坂嘉弘)가, 에닉스를 퇴사해 창업했다.
호사카의 퇴사 이후에 에닉스의 편집자들이 연달아 퇴사해, 퇴사한 편집자들이 담당하고 있던 에닉스 전속 작가의 일부도 뒤를 이어 연재를 종료하거나 중지해 맥 가든에 이적, 다음 해 2월 창간한 만화 잡지 '월간 코믹 블레이드'에서 연재를 개시했다. 그 경위를 둘러싸고 에닉스와 트러블이 있었지만(에닉스 집안의 다툼), 주식의 50%를 에닉스가 소유하는 등의 조건에 의해 현재는 화해했다. 또한 맥 가든의 상장 이후에, 스퀘어 에닉스 보유의 주식은 매각되어 주요 주주에서 제외되었다.
2003년 9월 22일 도쿄 증권거래소 마더즈에 상장되었고, 2006년 12월에는 Production I.G에의 제3자 할당증자를 실시하여 업무 제휴를 하였다. 2007년 7월 4일에 같은 해 12월 1일부로 Production I.G와 경영통합한다고 발표, Production I.G가 지주회사화한 IG 포트의 완전 자회사가 됨에 따라 같은 해 11월 27일에 상장 폐지되었다.
각 연령층에 하나 이상의 만화잡지를 발행하는 것을 장기 목표로 내걸고 있어 2004년 9월 기준으로, '월간 코믹 블레이드'나 중고생 남녀를 위한 격월간 환타지 잡지 '코믹 블레이드 MASAMUNE'를 출판하고 있다. 덧붙여 이적시에 '월간 스텐실'의 작품도 코믹 블레이드에 연재시킨 영향으로, 이 회사에서 발행하는 만화에는 '소년 만화','소녀 만화'라는 식의 구분은 존재하지 않는다.
장기 목표를 달성시키기 위한 일환으로서 2003년에 포플러사와 공동출자해 설립한 편집프로덕션 주식회사 빕라스를 통해, 포플러사가 2003년 12월에 창간한 아동을 위한 잡지 '프레코믹 분분'의 편집에 관여하고 있었지만, 2005년에 합작 관계를 청산했다.
이적 작가진은, 마쓰바 히로(松葉博)·아즈마 마유미(東まゆみ)·아마노 고즈에(天野こずえ)·기노시타 사쿠라(木下さくら)·사쿠라노 미네네(桜野みねね)·사이토 가즈사(斉藤カズサ)·아사노 린(浅野りん)·쓰나시마 시로(綱島志朗)·후지노 모야무(藤野もやむ)·하코다 마키(箱田真紀)·요시무라 나쓰키(よしむらなつき)·무라야마 와타루(村山渉)·구로노 나나에(黒乃奈々絵)·구보 사토미(久保聡美)·도도노 세이치로(戸土野正内郎) 등.

## 잡지
- 월간 코믹 블레이드
- 코믹 블레이드 MASAMUNE
- 코믹 블레이드 GUNZ（MASAMUNE에 통합）
- 코믹 블레이드 ZEBEL
- 월간 코믹 블레이드 avarus

## 같이 보기
- 스퀘어 에닉스
- 프로덕션 I.G